# Chiesa di Santa Maria Assunta (Cureggio)
La chiesa di Santa Maria Assunta è la parrocchiale di Cureggio, in provincia e diocesi di Novara; fa parte dell'unità pastorale di Borgomanero.

## Storia
La primitiva chiesa di Cureggio probabilmente sorse tra i secoli IX e X; tuttavia, la prima citazione che ne attesta la presenza risale appena al 1013 ed è da ricercare in un atto in cui sono nominate le pievi i cui rettori furono testimoni di una donazione fatta dal vescovo Pietro alla diocesi di Novara.
Un'ulteriore menzione della pieve di Cureggio si trova in una bolla del 1133 di papa Innocenzo III.
La chiesa fu poi riedificata in stile romanico tra il 1220 ed il 1240 circa.
L'attuale parrocchiale è frutto di un importante rifacimento condotto nel XVII secolo, durante il quale, tuttavia, vennero lasciate alcune tracce della precedente pieve medievale. In quell'occasione, pure il campanile, risalente al XII secolo, fu oggetto di alcuni lavori di sistemazione.

## Interno
Opere di pregio conservate all'interno della chiesa, che è a tre navate e con volte sia a botte che a crociera, sono un affresco cinquecentesco raffigurante la Madonna col Bambino, originariamente collocato nell'antica pieve, quello con San Giorgio, dipinto dal novarese Luigi Teruggi, e gli altari di San Filippo Neri, di Santa Maria Assunta e della Beata Vergine del Rosario, tutti risalenti al XVIII secolo.